# Archiminolia ostreion
Archiminolia ostreion là một loài ốc biển, là động vật thân mềm chân bụng sống ở biển thuộc họ Solariellidae‎, họ ốc đụn.